# 彼女はろくろ首
『彼女はろくろ首』（かのじょはろくろくび）は、二駅ずいによる日本の漫画作品。『別冊少年マガジン』（講談社）にて、2015年4月号から2017年1月号まで連載。

## あらすじ
活発な高校1年生の鹿井なつきはよく感情の変化ですぐに首がのびてしまうろくろ首。家が隣の幼なじみであるちょっと変わった一樹やクラスメイトと織りなすラブコメディ。

## 世界観・用語解説
ろくろ首や一つ目小僧などの妖怪が世間に珍しがられつつ疎まれながらも普通に存在している世界。生まれた時は普通の人間でもある日を境に妖怪になる人がおり、妖怪になると「モドリ橋」を渡った向こうへ行かなければならない。

## 登場人物

### 主要人物
鹿井 なつき（かのい なつき）
高校1年のちょっと抜けた活発で感情豊かで料理やホラーが苦手女子。ただし、気が抜ければ頭が地面に落ちるほど首がたれ、驚くと瞬時に頭が天井にぶつかるほど上に向かって伸び、困惑すると首がグニャグニャに伸びるろくろ首。幼馴染の一樹に思いを寄せているが、はっきり言い出せない。
宮間 一樹（みやま いつき）
なつきが住む柳原マンションの隣の部屋に住んでいる同級生で幼なじみの少年。なつきの好意に鈍感。よくなつきにチョッカイを出す。成績はあまり良くないが料理は上手い。ベランダで一人で流しそうめんを始めたり、知識が偏っていたりと変わり者である。
のっぴ
なつきや一樹のクラスメイト。のっぺらぼう。なつきに何かと一樹へのアプローチを勧める。金髪のショートカットに黒縁眼鏡。普段は顔があるが、自在に顔を消したり、他人の顔に変えたりできる。なつきを「かのっち」と呼ぶ。
よっちー
食堂「ずー」でアルバイトをしている引っ込み思案な女子。黒髪のロングストレートで可愛らしい目をしているが、常に着用しているサージカルマスクをプールで泳ぐ時でも決して外そうとしないので誰も素顔を知らない。口裂け女のような口の形がコンプレックスの様子。服の下から四次元ポケットのようにセルカ棒や水着を取り出す特技を持っている。実はなつきやのっぴのクラスメイト。「よちぼ」というハンドルネームでツイッターをしている。

### その他
鹿井 マコト（かのい マコト）
なつきの弟。姉貴と同じくろくろ首だが、人前で首を伸ばす姿をさらすのが嫌で伸ばさないように抑えている。姉貴と違って料理が出来る。一樹の変なところが好きではない。
宮間 琴美（みやま ことみ）
一樹の従兄弟で20歳の女子大生。アルバイトで一樹を雑用に引っ張りだす。左の前髪にヘアピン2本を付けており、のっぴ達に「ヘアピン女」と呼ばれた。
鹿井 富江（かのい とみえ）
なつきとマコトの祖母。とにかく豪快。
なつきの父親
なつきとマコトの父親。おちゃめ。
鹿井 静
なつきとマコトの母。享年30。
宮間 ハルカ（みやま ハルカ）
一樹の母親。なつきや一樹が幼いころはお隣の鹿井家と家族ぐるみでお付き合いをしていた。仕事で家を空けがち。
矢須（やす）
一樹の友達。成績が良い。
肉マスク先生（にくマスクせんせい）
理科の女性教師。授業中に白衣に人体模型の頭部のようなマスクを被っているので、肉マスク先生と呼ばれている。生徒への言葉使いが乱暴。

## 書誌情報
- 二駅ずい 『彼女はろくろ首』 講談社〈講談社コミックス〉、全4巻
  1. 2015年8月7日発売 ISBN 978-4-06-395447-0
  2. 2016年3月9日発売 ISBN 978-4-06-395609-2
  3. 2016年7月8日発売 ISBN 978-4-06-395746-4
  4. 2017年2月9日発売 ISBN 978-4-06-395841-6